# Cleômenes de Constantinopla
Cleômenes (em latim: Cleomenes) foi um filósofo cínico romano do século IV, ativo na capital imperial de Constantinopla. Em 355, segundo três cartas do sofista Libânio (399, 432 e 446), sua amizade com Andrônico causou desconforto para o tio de Andrônico, Nebrídio, e para Libânio.